# Natura & Co
Natura &Co Holding S.A. è una holding brasiliana di cosmetici e cura personale con sede a San Paolo, Brasile. Il gruppo comprende Natura Cosméticos e Avon Products ed è presente in 73 paesi in tutti i continenti, ad eccezione dell'Antartide.

## Storia
Natura Cosméticos è stata fondata nel 1969 da Antônio Luiz Seabra ed è diventata una società quotata in borsa nel 2004, alla Borsa di San Paolo.
Nel maggio 2019, Natura ha annunciato l'acquisto di parte della concorrente statunitense Avon per circa 3,7 miliardi di dollari (circa 15 miliardi di reais), escludendo le operazioni in Nord America e Giappone.
La transazione è stata approvata dalle autorità di regolamentazione brasiliane all'inizio di novembre 2019 ed è stata completata nel gennaio 2020, rendendo Natura &Co la quarta più grande azienda al mondo nel settore della cosmetica con una valutazione di circa 11 miliardi di dollari.
Dopo la fusione con Avon, Natura ha creato il gruppo Natura &Co, formato da Avon, Natura, The Body Shop e Aesop.
Nel aprile 2023, Natura &Co ha venduto Aesop, azienda australiana acquisita nel 2016, al gruppo L'Oréal per 2,5 miliardi di dollari.
Nel novembre dello stesso anno, è stata la volta di The Body Shop, azienda britannica acquisita nel 2017, che è stata venduta al fondo tedesco Aurelius per 207 milioni di sterline.